# Большой Балканский переулок
Большо́й Балка́нский переу́лок — улица в центре Москвы в Красносельском районе между Астраханским переулком и Каланчёвской улицей.

## История
Название 1877 года дано по местности Балканы, известной с XVII века, и находившемуся здесь Балканскому пруду, засыпанному после пожара 1876 года. Название восходит к местному географическому термину балкан (из тюрк. балган) — «долина, пространство между лесом и нагорьем; болото, лужа» (в данном случае, скорее всего, термин использовался в последнем значении). Переулок назывался также Проектированной улицей. Малый Балканский переулок упразднен и исчез с карты Москвы.

## Описание
Большой Балканский переулок начинается от Астраханского переулка и проходит на восток параллельно Грохольскому переулку до Каланчёвской улицы.

## Здания и сооружения
по нечётной стороне:
- Дома 13/47 (всего пять строений, включая угловой дом по Каланчёвской, 47) — жилой квартал постройки конца 1920-х годов[2]

по чётной стороне: